# Diagnostyka (psychologia)
Diagnostyka psychologiczna – proces oceny cech i stanów psychicznych człowieka dokonywany przez psychologa za pomocą metod psychologicznych, którymi najczęściej są testy psychologiczne, obserwacja psychologiczna i wywiad diagnostyczny.